# 韦讷
韦讷（德語：Weener，發音：[ˈveːnɐ] ⓘ）是德国下萨克森州莱尔县的城市，面积81.23平方千米，2023年12月31日人口为15,916人。